# Stolnica sv. Mihaela in sv. Gudule
Sostolnica svetega Mihaela in svete Gudule (francosko So-Cathédrale collégiale des Ss-Michel et Gudule, nizozemsko Collegiale Sint-Michielsen-Sint-Goedele-co-kathedraal) je rimskokatoliška cerkev v Bruslju, Belgija. Cerkev je dobila status stolnice leta 1962 in od takrat je bila sostolnica nadškofije Mechelen - Bruselj, skupaj s stolnico svetega Rumbolda v mestu Mechelen. 

## Zgodovina
Kapelica, posvečena svetemu Mihaelu, je bila verjetno zgrajena na hribu Treurenberg že v 9. stoletju. V 11. stoletju jo je zamenjala romanska cerkev. Lambert II., grof Leuvna, je leta 1047 v tej cerkvi ustanovil kapitelj in dal pripeljati relikvijo mučenice svete Gudule, ki je bila pred tem v cerkvi svetega Gagerika na otoku Saint-Géry. Sveti Mihael in sveta Gudula sta tudi zavetnika mesta Bruselj.
V 13. stoletju je Henrik I., brabantski vojvoda, naročil, naj se cerkvi dodata dva okrogla stolpa. Leta 1226 je nadzoroval gradnjo gotske kolegijske cerkve. Kor je bil zgrajen med letoma 1226 in 1276. Celotna cerkev je bila dokončana čez približno 300 let, tik preden je začel leta 1519 vladati cesar Karel V.

## Opis

### Zunanjost
Velikost: zunanja dolžina je 114 metrov, notranja dolžina 109 metrov, zunanja širina na pragu 57 metrov, notranja širina 54 metrov in višina stolpov 64 metrov.
Stolnica je zgrajena iz kamna iz kamnoloma Gobertange, ki je približno 45 km jugovzhodno od stolnice. Zahodna fasada s tremi portali, zatrepom in dvema stolpoma, je značilna za francoski gotski slog, vendar brez rozete, ki jo je zamenjalo veliko okno v brabantskem gotskem slogu. Dva stolpa, katerih zgornji deli so razporejeni v terase, pripisujejo flamskemu arhitektu Janu van Ruysbroecku (1470–1485), ki je zasnoval tudi stolp mestne hiše v Bruslju.
V južnem stolpu je kariljon z 49 zvonovi in je delo kraljeve livarne. Pogosti so nedeljski koncerti. Zvon Salvator je ulil Peter van den Gheyn.

### Notranjost
Kor je gotski z  grobnicami brabantskih vojvod in nadvojvode Ernesta Avstrijskega. V 17. stoletju ga je izdelal Robert Colyn de Nole. Levo od kora je kapela Blaženega zakramenta čudeža (1534–1539), zgrajena v razkošnem gotskem slogu. V njej je zakladnica, v kateri je shranjen znameniti Drahmalov križ (ali Bruseljski križ), anglosaška klesana relikvija iz zgodnjega 11. stoletja. Desno od kora je kapela Marije odrešenice (1649–1655), ki je bila zgrajena v poznem gotskem slogu in ima baročni oltar Jana Voorspoela (1666). Za korom sta baročna kapela, posvečena sveti Mariji Magdaleni (imenovana tudi Maesova kapela) iz leta 1675, in oltar iz marmorja in alabastra, ki ga je leta 1538 naredil Jean Mone. Prikazuje Kristusov pasijon.
Ladja ima vse značilnosti brabantskega gotskega sloga: štiridelni oboki so zmerno visoki, robustni cilindrični stebri omejujejo srednjo ladjo, nadgrajeni so s kapiteli v obliki zeljnih listov. K stebrom so pripeti kipi 12 apostolov, ki so iz 17. stoletja in so jih ustvarili kiparji Lucas Faydherbe, Jerome Duquesnoy mlajši, Johannes van Mildert in Tobias de Lelis, vsi znani kiparji tistega časa. Kipi so nadomestili kipe, uničene v obdobju ikonoklazma leta 1566.
Ladja ima baročno prižnico iz 17. stoletja, ki jo je leta 1699 izdelal antwerpenski kipar Hendrik Frans Verbruggen. Podstavek predstavlja Adama in Evo, ki sta bila izgnana iz rajskega vrta, ko sta utrgala prepovedano sadje. Na vrhu Devica in otrok prebadata kačo simbolizira odrešitev. 
Oktobra 2000 so bile v ladji postavljene velike orgle. Imajo 4300 cevi, 63 registrov, štiri manuale in pedal. Naredil jih je Gerhard Grenzing s svojimi španskimi pomočniki iz Barcelone.
Severni in južni transept imata vitražno okno Jeana Haecka iz Antwerpna iz leta 1537 po risbah Bernarda van Orleyja. Desno od portala severnega transepta je eleganten kip iz 17. stoletja, ki prikazuje Sveto Ano, ki uči Devico Jeroma Duquesnoya mlajšega, narejen po Rubensovi sliki.
Stranske ladje imajo spovednice iz 17. stoletja, narejene iz hrastovega lesa, delo Jana van Delna.

### Sokoli v stolnici
Konec devetdesetih so bruseljski ornitologi odkrili par sokolov selcev, ki sta prezimovala na vrhu stolpov stolnice. Leta 2001 so ornitologi Kraljevega belgijskega inštituta za naravo (RBINS) skupaj s skladom za pomoč pticam roparicam postavili gnezdo na zgradbi, da bi spodbudili gnezdenje. Gnezdo ni bilo nikoli uporabljeno, spomladi leta 2004 pa je na balkonu na vrhu severnega stolpa gnezdil par sokolov. V začetku marca je samica izvalila tri jajca.
Posledica opazovanja treh mladičev, ki so izvajali akrobatske podvige na bruhalnikih stolnice konec maja 2004, je bila, da je RBINS v sodelovanju z ornitološko komisijo iz Watermael-Boitsforta razvil projekt Sokoli za vse. Vgradili so kamere s prenosom v živo na svoji spletni strani. 

## Upravljanje
Sostolnico upravlja nadškof Mechlina - Bruslja, belgijski primas, nadškof Jozef De Kesel. Zaradi pomembnosti in položaja v prestolnici se pogosto uporablja za katoliške slovesnosti v državnem interesu, kot so kraljeve poroke in državni pogrebi.  Na primer leta 1999 je bila v stolnici poroka kneza Filipa in Mathilde d'Udekem d'Acoz.